# Sergio Cervato
Sergio Cervato (* 22. März 1929 in Carmignano di Brenta (PD); † 9. Oktober 2005 in Florenz) war ein italienischer Fußballspieler.
Er war ein schneller, laufstarker Verteidiger. Außerdem war er für seine Schusskraft, seine starken Nerven am Elfmeterpunkt und seine flach geschossenen Freistöße bekannt und gefürchtet.
Cervato hatte bereits in seiner Jugend seinen rechten Daumen bei einem Unfall mit einem Erntegerät verloren.

## Spielerkarriere

### Im Verein
Sergio Cervato begann seine Karriere im Alter von 17 Jahren als linker Außenverteidiger bei Tombolo, danach wechselte er zum FC Bozen in die Serie B.
Im Jahr 1948 wechselte Cervato, nachdem er bei einem Probetraining bei Sampdoria Genua durchgefallen war, zum AC Florenz, wo er bis 1959 spielen sollte. Mit der Fiorentina gewann er in der Saison 1955/56 die italienische Meisterschaft und absolvierte in der Folgenden Spielzeit alle sieben Spiele im Europapokal der Landesmeister, wo man erst im Finale von Real Madrid gestoppt wurde. Cervato absolvierte insgesamt 316 Serie-A-Spiele für den AC Florenz und schoss dabei 31 Tore.
Im Jahr 1959 wechselte er zu Juventus Turin, wo er bis 1961 spielte und zwei weitere Scudetti, sowie eine Coppa Italia gewann. Von 1961 bis 1965 spielte Sergio Cervato für SPAL Ferrara, wo er im Jahr 1965 seine aktive Karriere beendete.

### In der Nationalmannschaft
Sergio Cervato gab sein Debüt in der Nationalmannschaft am 8. April 1951 beim 4:1-Sieg im Spiel in Portugal. Er nahm mit Italien an der WM 1954 teil und absolvierte bis 1960 28 Länderspiele, in denen er vier Tore schoss.

## Trainerkarriere
Nach seiner Spielerlaufbahn arbeitete Cervato als Jugendtrainer bei Pescara Calcio, dem FC Empoli und dem AC Florenz. Später wurde er Spielerbeobachter, bevor eine lange Krankheit seine Laufbahn beendete.

## Erfolge
- Italienische Meisterschaft: 1955/56, 1959/60, 1960/61
- Coppa Italia: 1959/60